# Édouard Imbeaux
Charles Édouard Augustin Imbeaux, ou plus simplement Édouard Imbeaux, est un ingénieur et médecin français né le 1er décembre 1861 à Brémoncourt et mort le 25 juin 1943 à Hyères.
Il est considéré comme faisant partie des fondateurs de l'hydrogéologie.

## Biographie
Édouard Imbeaux entre à l'École polytechnique en 1881 et devient ingénieur des Ponts et chaussées en 1886. Les deuils familiaux qui le frappent cruellement (il perd sa mère de la typhoïde, puis sa femme de la tuberculose ainsi que ses deux jeunes enfants) le conduisent à entreprendre des études médicales qui aboutissent à la thèse soutenue en 1897 sur le thème des eaux potables et de leur rôle hygiénique. C'est un cas rare de double formation (on peut néanmoins citer Charles Gabriel Pravaz dont le parcours de vie est similaire).
Il occupe un poste d'ingénieur à Apt de 1886 à 1891 pour être ensuite nommé à Nancy en 1892 où il est directeur des services municipaux jusqu'en 1912. Il devient alors professeur d'hydraulique à l'École nationale des ponts et chaussées puis commissaire de la navigation en Alsace-Lorraine à partir de 1918.
Il entre à la Société géologique de France en 1889 puis devient membre associé de l'Académie de Stanislas le 22 avril 1898, membre titulaire le 25 octobre 1901 et président en 1907. Le 18 novembre 1912 il est nommé membre correspondant de l'Académie des sciences dans la section d'économie rurale. En 1905 il fonde, notamment avec Albert Calmette, l'Association générale des ingénieurs, architectes et hygiénistes municipaux devenue quelques années plus tard l'Association générale des hygiénistes et techniciens municipaux (A.G.H.T.M.) puis l'Association scientifique et technique pour l'eau et l'environnement (ASTEE). Il a présidé la commission des eaux souterraines de l'Union géodésique et géophysique internationale.
Il a effectué d'importants travaux dans le domaine sanitaire en lien avec les eaux de consommation. Ses conférences à l'école des Ponts et chaussées ont notamment porté sur les applications de la biologie à l'ingénierie. Le résumé de ses conférences est un véritable « livre de médecine » dans lequel les ingénieurs sont familiarisés avec les maladies infectieuses, leur prévention et traitement.
Le 6 décembre 1909 il donne une conférence à la Société géologique de France sur les nappes aquifères de France sous-titrée « Essai d'hydrogéologie ». En 1921 Martel écrit dans son Nouveau traité des eaux souterraines : « C'est aussi dans ce sens qu'un des plus savants spécialistes de notre temps, l'ingénieur en chef (de Nancy) et docteur en médecine, Édouard Imbeaux, a employé le terme de hydrogéologie pour décrire les nappes d'eau souterraines de France et celles des États-Unis, dans deux mémoires particulièrement remarquables ». En 1930 Imbeaux écrit un nouvel Essai d'hydrogéologie qui contient une description hydrogéologique méthodique de la majeure partie du territoire français et est ainsi le premier travail du genre. En 1991 Castany dit des travaux de Imbeaux : « L'hydrogéologie doit beaucoup à E. Imbeaux, dont l' Essai d'hydrogéologie, édité en 1930, établit les bases de la géologie appliquée aux eaux souterraines. ».
À la suite du fort accroissement de la population de l'agglomération nancéienne lié à l'annexion de 1871, les besoins en eaux de la ville de Nancy furent considérablement augmentés. Édouard Imbeaux et François Villain ont en charge la réalisation d'une galerie de captation des eaux souterraines du plateau de la forêt de Haye. Les travaux menés permettent de mieux appréhender « les détails de la composition du Bajocien inférieur et de la formation ferrugineuse ». Abandonnées dès les années 1930, ces galeries développant environ 6,6 km ont été réhabilitées pour la pratique de la spéléologie par l'Union spéléologique de l'agglomération nancéienne (USAN) en 1991 et sont gérées par la Ligue spéléologique lorraine (LISPEL). Désormais appelées le spéléodrome de Nancy, elles servent de lieu de formation à la spéléologie et la plongée souterraine. Chaque année le site est ouvert au grand public par l'USAN à l'occasion des Journées européennes du patrimoine.
Édouard Imbeaux est également connu pour avoir publié plusieurs poèmes.

## Décorations et prix
- Officier de la Légion d'honneur (décret du 6 septembre 1918)[13]
- 1910 : Prix Bellion (avec MM. Hoc, Devos, van Lint, Peter, Bétant et Klein), décerné par l'Académie des sciences[14] pour l'ouvrage collectif Annuaire statistique et descriptif des distributions d'eau
- 1902 : Prix Bréant, décerné par l'Académie des sciences[15] pour L'alimentation en eau et l'assainissement des villes
- 1902 : Médaille Berthelot, décernée par l'Académie des sciences[16] pour Études sur les eaux potables

## Hommage toponymique posthume

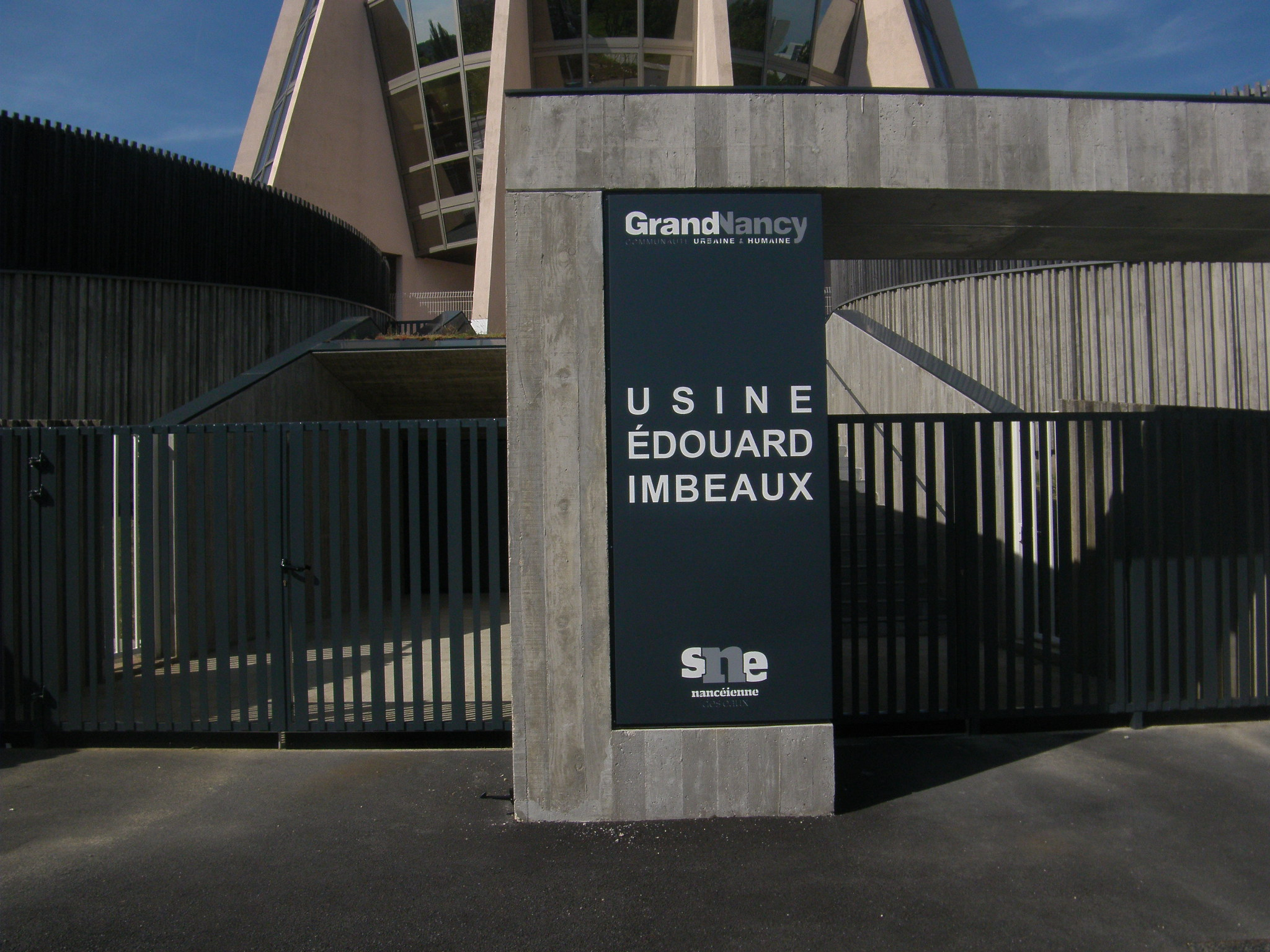
Panneau situé à l'entrée de l'usine Édouard-Imbeaux de traitement des eaux du Grand Nancy

Située à Vandœuvre-lès-Nancy l'usine de traitement des eaux alimentant l'agglomération nancéienne construite entre 1970 et 1985 porte le nom d'usine Édouard-Imbeaux. Cette usine a une capacité de traitement de 130 000 m3 par jour, soit entre 30 et 90 fois ce que fournissait la galerie drainante réalisée par Imbeaux entre 1899 et 1906.

## Publications
- La Durance : régime, crues et inondations, Paris, Dunod, 1892
- Les eaux potables et leur rôle hygiénique dans le département de Meurthe-et-Moselle, Nancy, Impr. nancéienne, 1897, 227 p. (d’après sa thèse de médecine)
- « Recherche de nouvelles eaux de source : avant-projet de captation des eaux souterraines de la forêt de Haye (partie Sud-Est) », sur Gallica (consulté le 18 octobre 2019), Nancy, Impr. nancéienne, 1897, 51 p.
- L'alimentation en eau et l'assainissement des villes, Paris, Bernard, 1902, 2 vol. (vol. 1 : L'alimentation en eau ; vol. 2 : L'assainissement des villes)
- Les Eaux de Paris : Versailles et la banlieue, Paris, Dunod, 1903
- Tableau statistique de l'alimentation en eau des villes de France, d'Algérie et Tunisie... au 1er janvier 1903, École d'Alembert (Montévrain), 1903, Texte en ligne disponible sur LillOnum
- « Odeur, couleur et limpidité de l'eau », Bulletin des séances de la Société des sciences de Nancy Série III Tome IV Fascicules I à IV, Société des sciences de Nancy, Nancy, 1903, p. 197-228
- La Filtration artificielle des eaux, conférence donnée à l'Institut chimique, le 25 janvier 1905, Nancy, Impr. P. Pierron, 1905
- « Les nappes aquifères au bord de la mer : salure de leurs eaux », Bulletin des séances de la Société des sciences de Nancy Série III Tome VI Fascicule IV, Société des sciences de Nancy, Nancy, 1906, p. 131-143
- Notice nécrologique sur Henri Druon, Nancy, Impr. Berger-Levrault, 1908
- La Lutte de l'homme contre le milieu extérieur, Nancy, Impr. Berger-Levrault, 1909
- « Les nappes aquifères de France - Essai d'hydrogéologie », Bulletin de la Société géologique de France, 4e série, tome X, Société géologique de France, Paris, 1910, p. 180-244
- « Un nouveau système de halage funiculaire électrique des bateaux », Comptes rendus de l'Académie des sciences tome 158, 1914, p. 461-465
- Analyse sommaire des causes de l'insuffisance d'accroissement de la population en France : leur importance relative et les remèdes qui en découlent, Paris, 1915
- Les eaux souterraines des États-Unis, spécialement dans les terrains quaternaires, Cederquisto grafiska aktiebolag, Stockholm, 1917
- « Nouveaux systèmes de halage électrique sur les canaux », Comptes rendus de l'Académie des sciences tome 171, 1920, p. 981-985
- Applications de la biologie à l'art de l'ingénieur : hygiène des villes, des armées et des chantiers de travaux, travail dans l'air comprimé, raréfié, trop chaud ou trop humide (milieux irrespirables), Paris, Dunod, 1922
- « Les bassins artésiens de l'Australie », Comptes rendus de l'Académie des sciences tome 176, 1923, p. 1681-1686
- « Les grands bassins artésiens des États-Unis (1) », Comptes rendus de l'Académie des sciences tome 179, 1924, p. 726-729
- « Les grands bassins artésiens des États-Unis (2) », Comptes rendus de l'Académie des sciences tome 179, 1924, p. 799-802
- « Projet de mise en valeur des chutes à créer entre la Méditerranée et la mer Morte : électrification de la Palestine, irrigation et canal de navigation intérieure », Comptes rendus de l'Académie des sciences tome 181, 1925, p. 11-15
- « À propos d’un projet de mise en valeur des chutes à créer entre la Méditerranée et la mer Morte », Comptes rendus de l'Académie des sciences tome 181, 1925, p. 760
- En relisant Lucrèce : Poésies, Nancy, Impr. Berger-Levrault, 1926
- « Les eaux souterraines, cause principale de l'inclinaison du campanile de Pise : comment assurer sa stabilité ? », Comptes rendus de l'Académie des sciences tome 223, 1927, p. 995-998
- Prévisions des crues et des étiages, Pithiviers, 1927
- « Les grands bassins artésiens de la Russie d'Europe », Comptes rendus de l'Académie des sciences tome 184, 1927, p. 1364-1368
- En relisant Lucrèce : poèmes physiques et physio-psychologiques, Paris, Jouve et Cie, 1928
- Sur deux fresques de Giotto à Assise, Nancy, 1928
- L'œuvre du "Sanitary District" de Chicago, Paris, Masson, 1928
- « Essai d'hydrogéologie. Recherche, étude et captage des eaux souterraines », sur Gallica (consulté le 18 octobre 2019), Paris, Dunod, 1930, 704 p.
- Qualités de l'eau et moyens de correction, Paris, Dunod, 1935
- Sonnets dans le ciel, 1936
- L'œuvre de trente ans du « réclamation service » des États-Unis, Nancy, Société d'Impressions typographiques, 1936
- « Relations entre une rivière et une galerie filtrante latérale, et moyens d'assurer la constance du débit de la galerie et de la qualité de l'eau en périodes d'étiage », Comptes rendus de l'Académie des sciences tome 213, 1941, p. 52-55
- Avec A. Debauve : Distributions d'eau : assainissement des villes, 3e édition complètement remaniée et considérablement augmentée, Paris, Dunod, 1903, 3 vol.
- Avec E. Macé :
  - Recherches sur la teneur microbienne des eaux de la Moselle et de la Meurthe, Paris, J. B. Baillière, 1899
  - Hygiène et salubrité générales des collectivités rurale et urbaine, 1909
- Avec E. Macé, A. Bluzet et P. Adam : « Hygiène générale des villes et des agglomérations communales », Traité d'hygiène  fasc. XII publié sous la direction de MM. Chantemesse et Mosny, Paris, J.-B. Baillière et fils, 1910, 711 p.
- Avec A. Calmette et Launay, « Assainissement de Saint-Malo », Rapport-programme de la Commission d'examen des projets présentés, Saint-Malo, Impr. de P. Chenu, 1905, 15 p.
- Avec A. Calmette et H. Pottevin, « Égouts et vidanges. Ordures ménagères. Cimetières », Traité d'hygiène fasc. XV, publié sous la direction de MM. Chantemesse et Mosny, Paris, J.-B. Baillière et fils, 1911, 568 p.
- Avec E. Rolants : Hygiène rurale, Paris, J.- B. Baillière, 1908
- Avec F. Villain : Captation des eaux souterraines de la forêt de Haye, Ville de Nancy, Impr. nancéienne, 1902, 38 p.
- Avec MM. Hoc, Devos, van Lint, Peter, Bétant et Klein : Annuaire statistique et descriptif des distributions d'eau[14]
- Avec MM. Sentenac, Vicaire, Mourgnot, Joyant, Beau, van Lint, Bétant, Peter et Glauden : Annuaire statistique et descriptif des distributions d'eau et égouts de France, Algérie, Tunisie, Maroc et colonies françaises, Belgique, Suisse et Grand-Duché de Luxembourg, Paris, Dunod, 1931, 2 vol.
- collectif :
  - « Les eaux de Nancy en 1909 », sur Gallica (consulté le 3 novembre 2019), Nancy, Imp. réunies, 1909, 44 p.
  - Annuaire statistique et descriptif des distributions d'eau de France, Algérie, Tunisie et colonies françaises, Belgique, Suisse et Grand-Duché de Luxembourg, 2e édition. Situation au 1er janvier 1909, Paris, Dunod, 1911